# Moissei Guínzburg
Moissei Iàkovlevitx Guínzburg va ser un arquitecte i urbanista rus i soviètic.

## Arquitectura
Es va graduar a la Universitat Tècnica de Riga (1917). La seva actuació es mou entre el racionalisme arquitectònic i el constructivisme, però més propera al primer, per això va participar en els Congressos del CIAM de Le Corbusier.

### Societat d'Arquitectes Contemporanis
El 1925 funda amb altres arquitectes la Societat d'Arquitectes Contemporanis (OSA), amb la finalitat d'abordar col·lectivament i científicament els problemes de la producció corrent d'edificis i del desenvolupament urbà.

### Revista d'Arquitectura Contemporània
L'OSA publica, a partir de 1926, la Revista d'Arquitectura Contemporània, redactada pels germans Vesnín (Leonid, Víktor, Aleksandr i el mateix Guínzburg. Allà escriu: "...fer front a la planificació de les noves ciutats. Cal cridar l'atenció de l'opinió pública sobre aquests problemes, relacionant estretament el nostre treball amb el dels companys que defineixen les nostres relacions entre els homes i les formes de producció."

### Obres

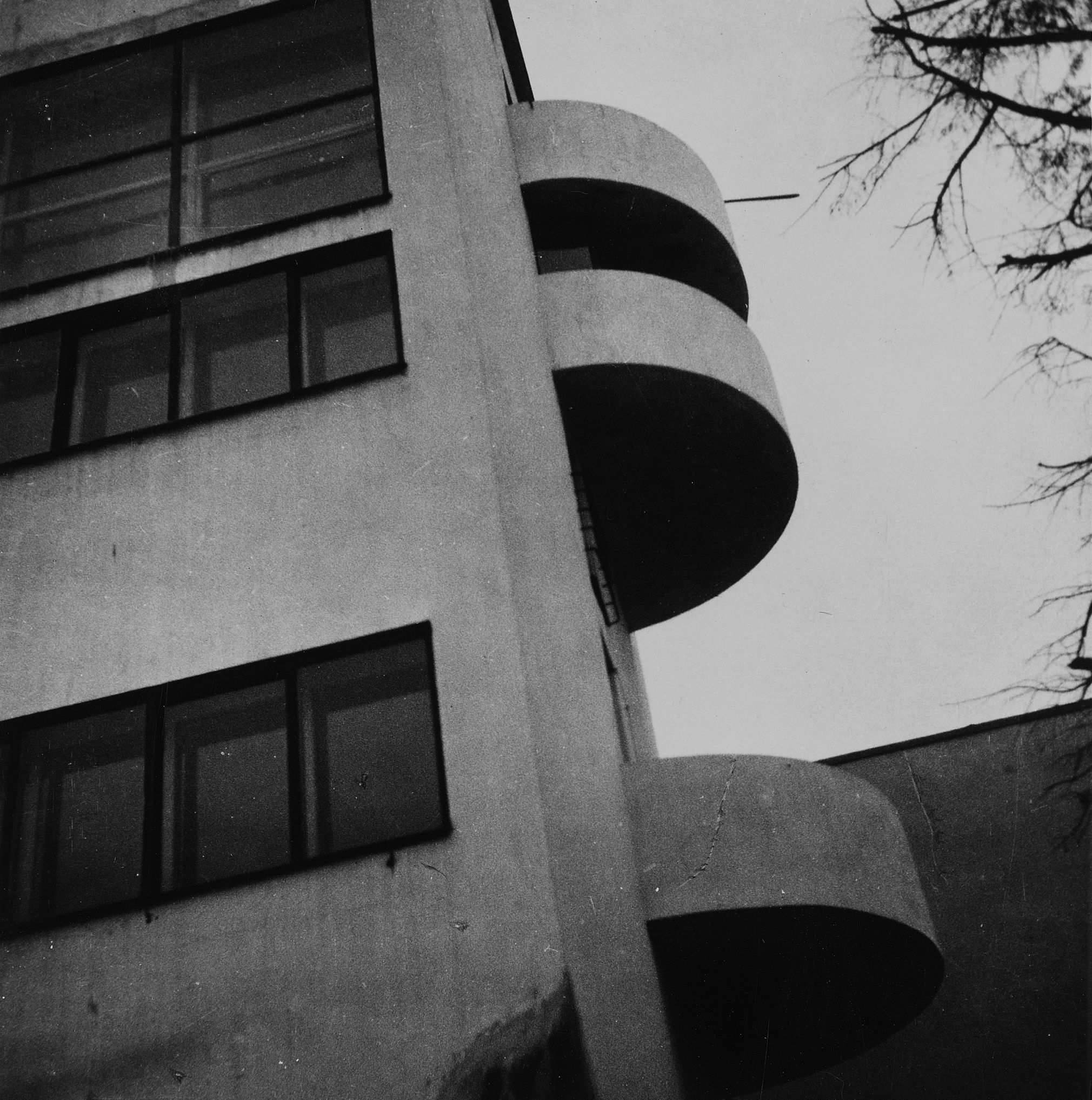
Edifici Narkomfin

Casa col·lectiva del Narkomfín a Moscou, amb la col·laboració de l'arquitecte I. Milinis, 1929

## Urbanisme

### Desurbanisme
Encunya el concepte de "desurbanisme", com una planificació territorial tendent a llimar les dicotomies existents entre el camp i la ciutat.

### La "Ciutat Verda"
Fruit dels seus treballs referent a això és el projecte de "Ciutat Verda": "Una recuperació de l'espai natural sembla tornar a proposar, encara que sigui en termes nous i aparentment nacionals, la ideologia antiurbana, un retorn a la natura com a retorn als orígens".
Més tard se li va encomanar la coordinació de les estructures sanitàries, turístiques i agrícoles a la Crimea meridional. Cal recordar que la tuberculosi va ser una autèntica plaga la primera meitat del segle xx, encara que més ho van ser les guerres, si fem cas a l'autor de "La Muntanya Màgica".